# 池田古墳
池田古墳（いけだこふん）は、兵庫県朝来市和田山町平野にある古墳。形状は前方後円墳。兵庫県指定史跡に指定され、出土品は国の重要文化財に指定されている。
但馬地方では最大、兵庫県では第4位の規模の古墳で、5世紀初頭（古墳時代中期）頃の築造と推定される。

## 概要
| 古墳群 | 古墳名       | 形状       | 墳丘長  |
| ------ | ------------ | ---------- | ------- |
|        | 池田古墳     | 前方後円墳 | 136m    |
|        | 茶すり山古墳 | 円墳       | 直径90m |
|        | 船宮古墳     | 前方後円墳 | 91m     |
| 岡田   | 長塚古墳     | 前方後円墳 |         |
| 岡田   | 小丸山古墳   | 前方後円墳 |         |

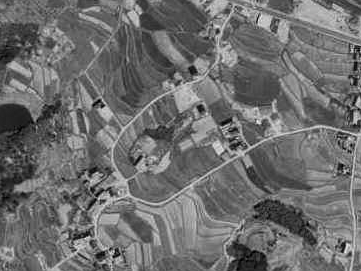
池田古墳の空中写真（1970年）。

兵庫県北部、和田山盆地北部の大倉部山東麓に築造された大型前方後円墳である。1907年（明治40年）頃の山陰本線敷設の際に墳丘が削平されているほか、古墳域は宅地化し、墳丘中央には国道9号（和田山バイパス）が横断したため、旧状は大きく損なわれている。昭和30年代後半に初めて学術的に認識され、1971年（昭和46年）から現在まで十数度の調査が行われている。
墳形は前方後円形で、前方部を北東に向ける。墳丘は3段築成。墳丘長は約136メートルを測り、但馬地方では最大規模、兵庫県内では第4位の規模になる。墳丘外表は葺石で覆われ、円筒埴輪列・形象埴輪（水鳥形・家形・盾形・壺形・蓋形埴輪等）が認められるほか、左右のくびれ部には造出を有する。埴輪のうちでは特に水鳥形埴輪が23個体を数え、古墳1基からの出土では全国で最多になる。墳丘周囲には盾形の周濠も巡らされており、埴輪・葺石・周濠を備えた古墳は但馬地方では池田古墳と船宮古墳（朝来市桑市）のみになる。埋葬施設は不明。池田古墳の北西4キロメートルの高田地区など数ヶ所に長持形石棺の部材片が残るが、王墓に特有のこの長持形石棺が池田古墳に使用された可能性が指摘される（高田地区の石棺片は平野公民館に移転・展示）。
この池田古墳は、墳形・出土埴輪より古墳時代中期の5世紀初頭頃の築造と推定される。朝来市域では古墳時代前期の南但馬地方の王墓として若水古墳・城ノ山古墳の築造が知られるが、それらに後続する池田古墳は南北但馬地方を統合する最初の王墓に位置づけられ、その地位は茶すり山古墳（朝来市和田山町筒江）・船宮古墳へと継承される。
古墳域は朝来市指定史跡に指定されたのち、2013年（平成25年）に兵庫県指定史跡に指定された。また出土品は2019年（令和元年）に国の重要文化財に指定されている。

## 墳丘
墳丘の規模は次の通り。
- 古墳総長：約172メートル - 周濠を含めた全長。
- 墳丘長：約136メートル
- 後円部 - 3段築成。
  - 直径：約76メートル[3]
- 前方部 - 3段築成。
  - 幅：約72メートル[3]

墳丘長はかつて141メートルとされていたが、2007年（平成19年）の後円部の調査で約136メートル程度と見積り直されている。前方部の調査が不十分なため、正確な値は未だ明らかでない。墳形は市ノ山古墳（大阪府藤井寺市、允恭天皇陵）との類似が指摘される。

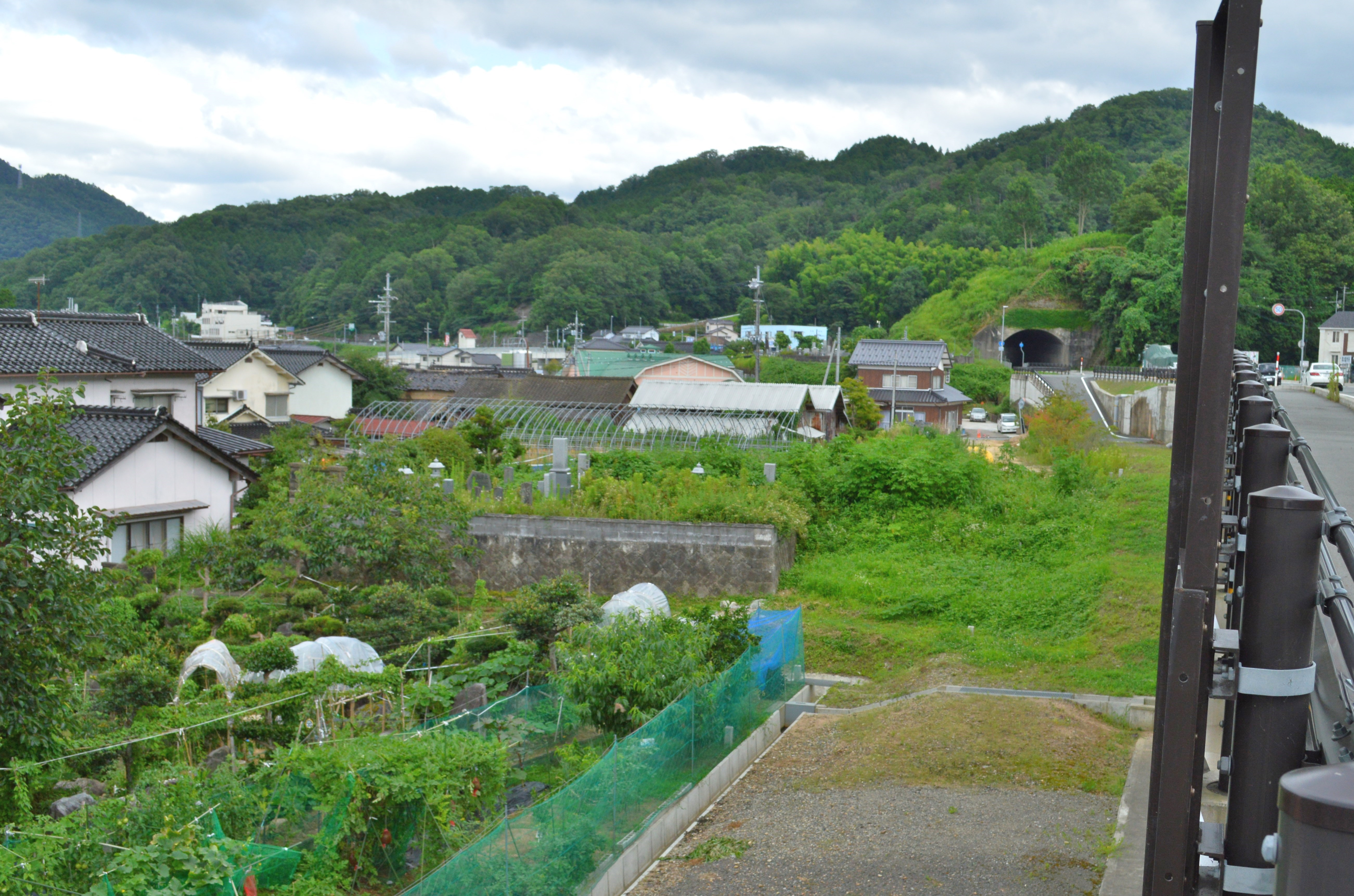
北西方より前方部
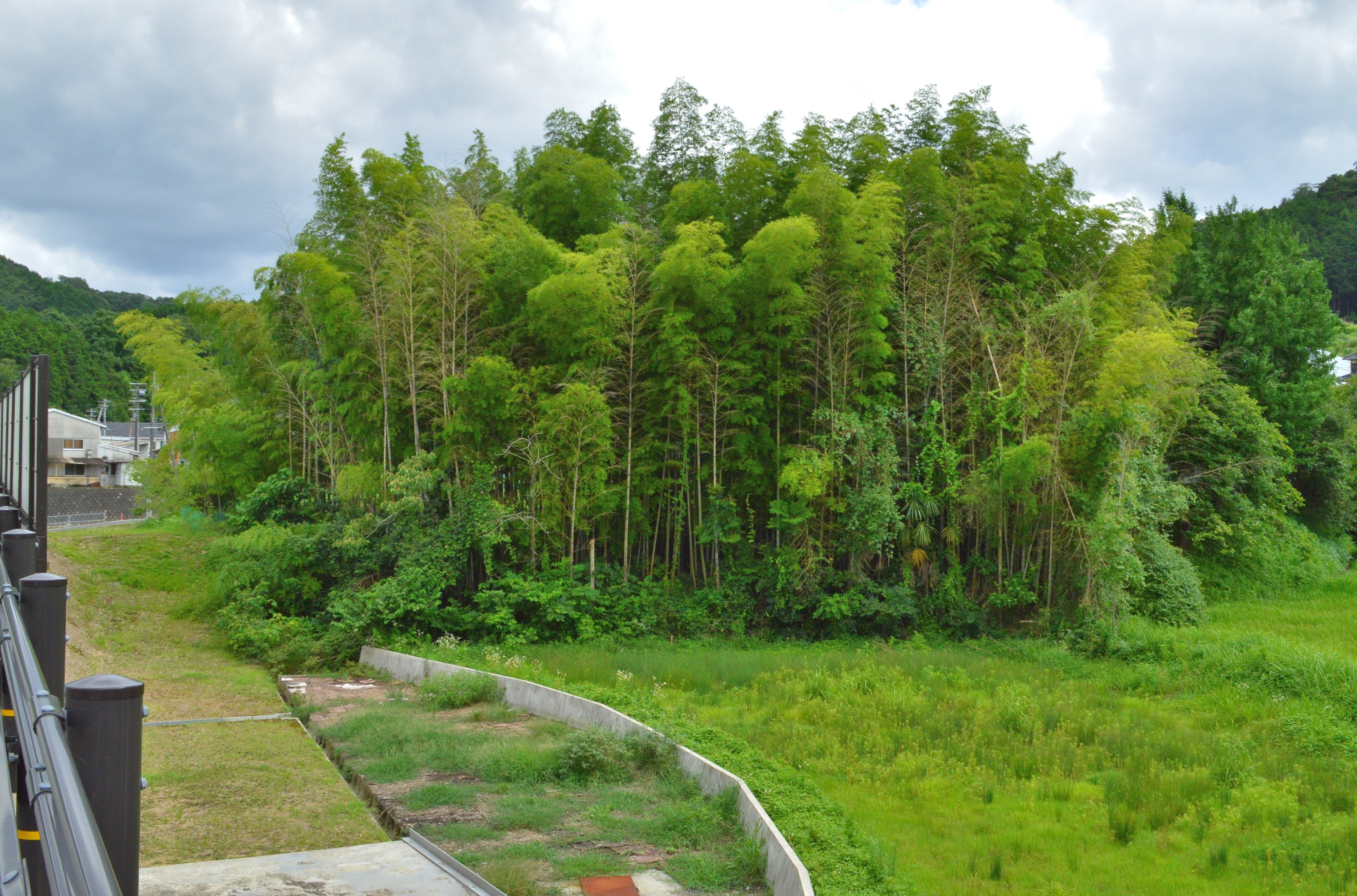
北西方より後円部
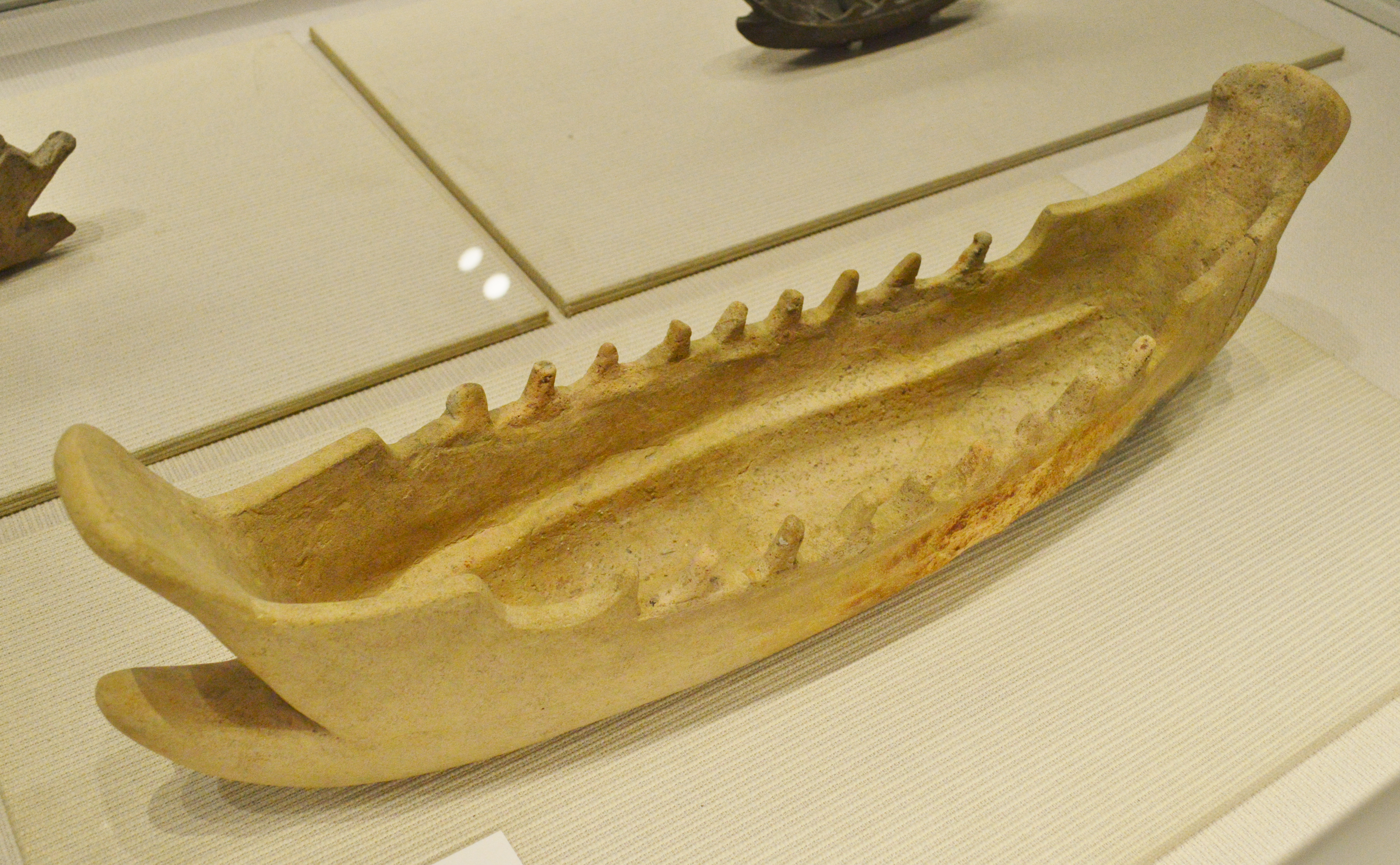
船形埴輪 大阪歴史博物館企画展示時に撮影。
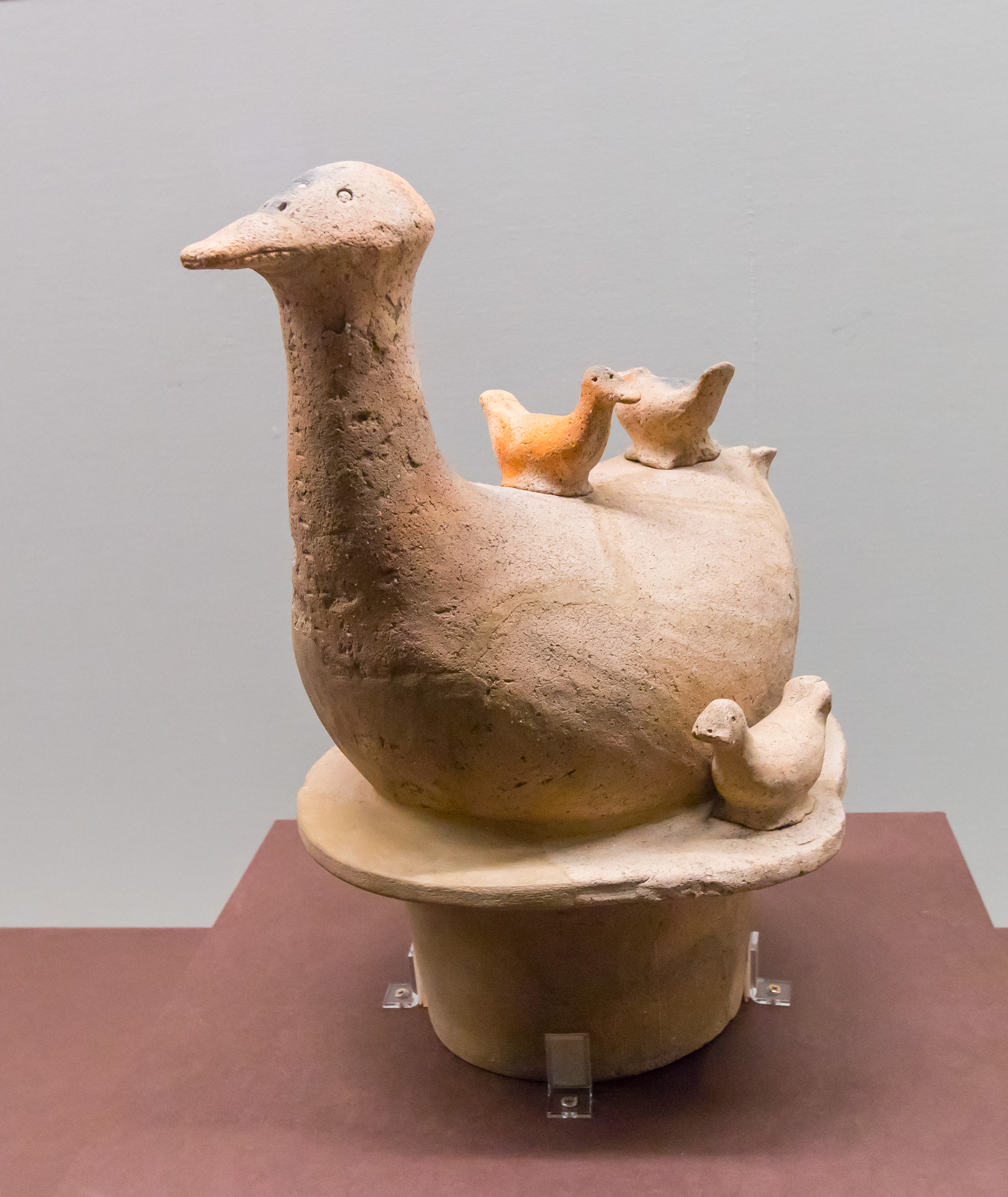
水鳥形埴輪 兵庫県立考古博物館蔵。
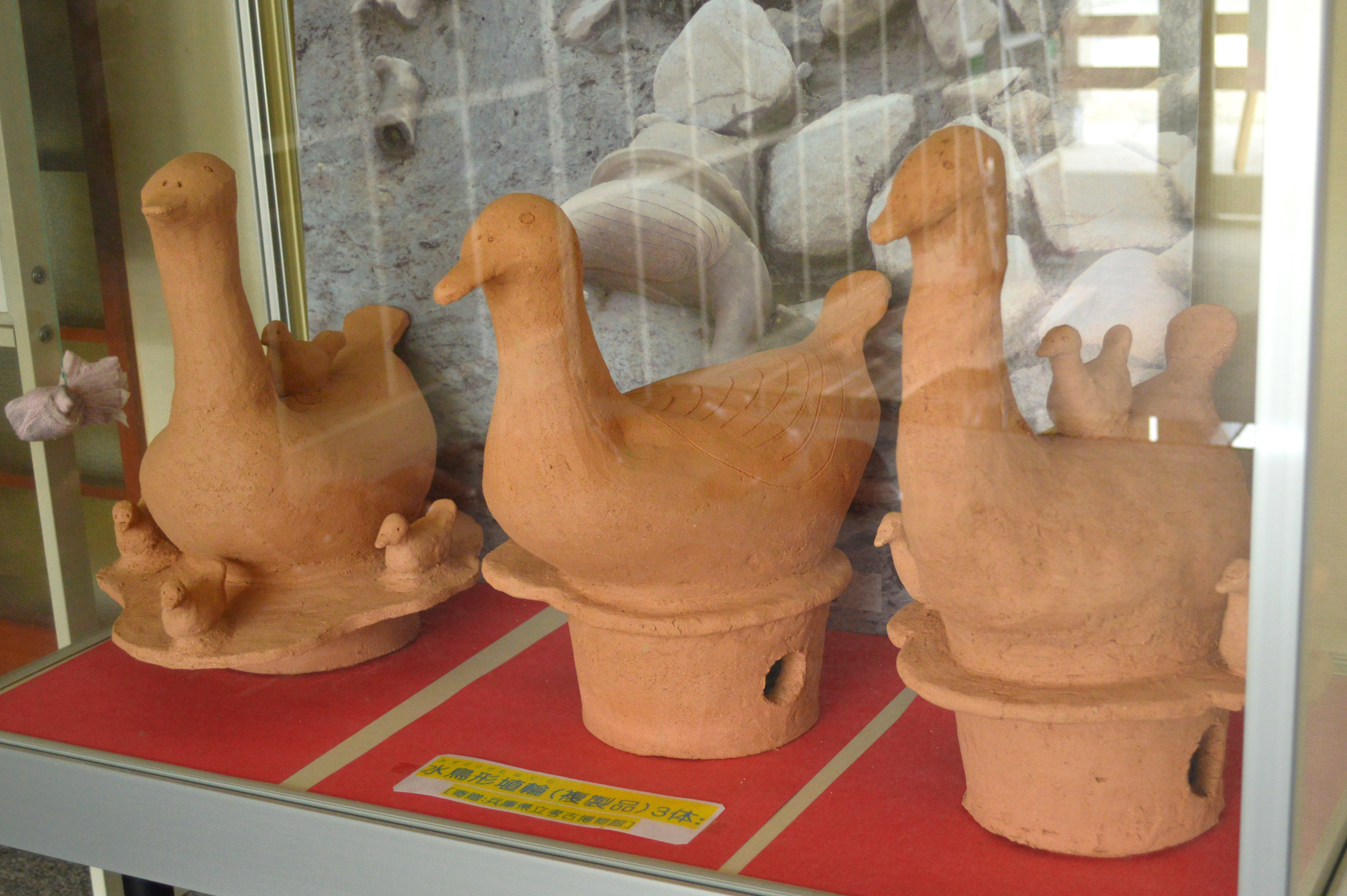
水鳥形埴輪（複製） 平野公民館展示。
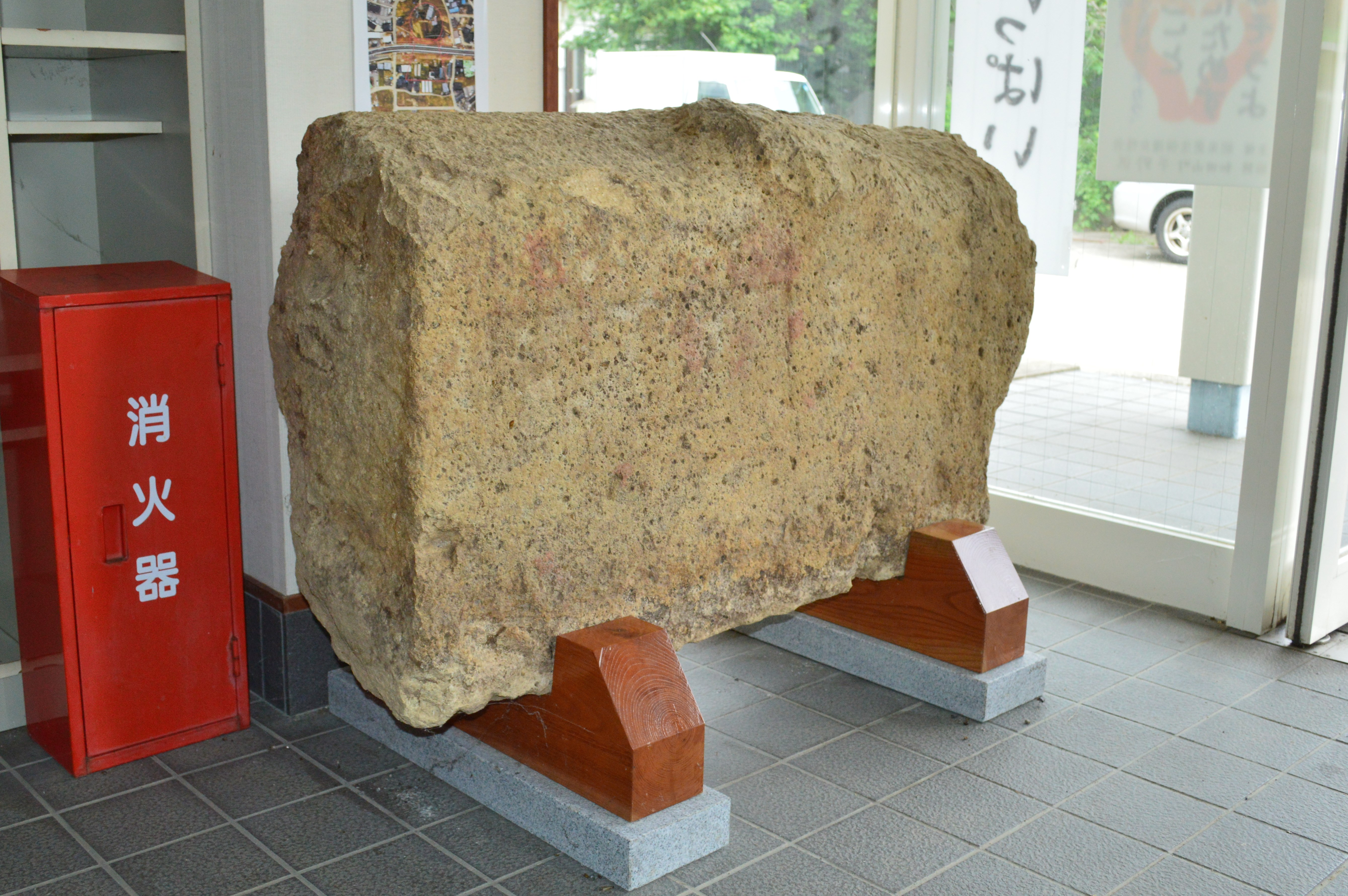
使用が推測される長持形石棺片 平野公民館展示。
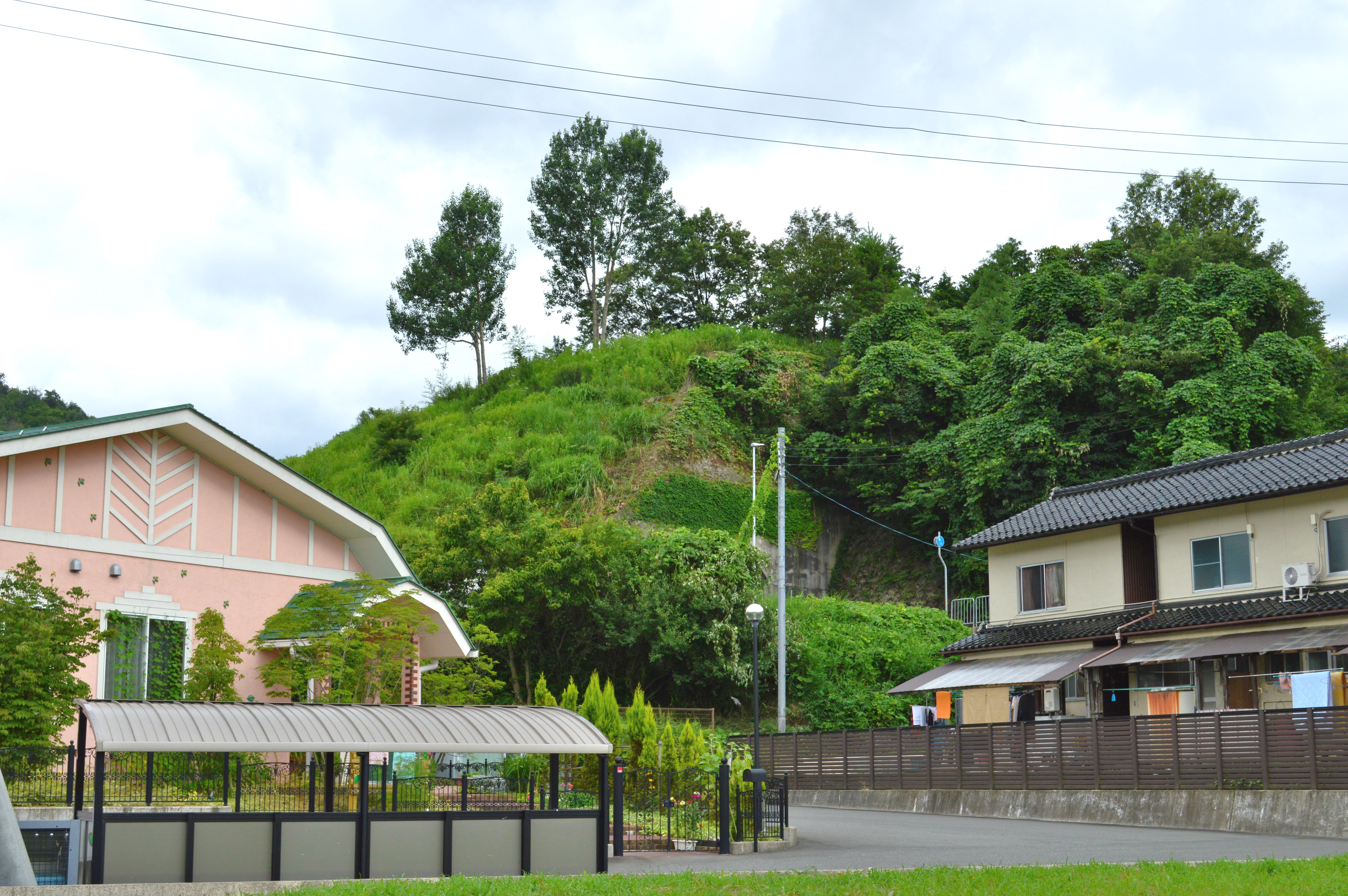
付近に所在する城ノ山古墳

## 文化財

### 重要文化財（国指定）
- 兵庫県池田古墳出土品（考古資料） - 兵庫県所有、兵庫県立考古博物館保管。2019年（令和元年）7月23日指定[6]。
  - 水鳥形埴輪 14点
  - 壺形・朝顔形・円筒埴輪 12点
  - 笠形木製品 1点
  - 附 埴輪残欠 46点
  - 附 土製模造品 31点
  - 附 木製品残欠 6点

### 兵庫県指定文化財
- 史跡
  - 池田古墳 - 2013年（平成25年）3月22日指定[8]。

## 関連文献
（記事執筆に使用していない関連文献）
- 兵庫県まちづくり技術センター埋蔵文化財調査部編 編『池田古墳 -一般国道9号池田橋盛土化事業（平野地区）に伴う埋蔵文化財発掘調査報告書-（兵庫県文化財調査報告 第471冊）』兵庫県教育委員会、2015年。 - リンクは奈良文化財研究所「全国遺跡報告総覧」。